# John Tod

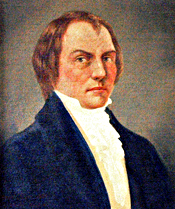
John Tod

John Tod (* 1779 in Hartford, Connecticut; † 27. März 1830 in Bedford, Pennsylvania) war ein US-amerikanischer Jurist und Politiker. Zwischen 1821 und 1823 vertrat er den Bundesstaat Pennsylvania im US-Repräsentantenhaus.

## Werdegang
John Tod besuchte die öffentlichen Schulen seiner Heimat und absolvierte danach das Yale College. Im Jahr 1800 zog er nach Bedford in Pennsylvania, wo er als Lehrer unterrichtete. Nach einem gleichzeitigen Jurastudium und seiner 1803 erfolgten Zulassung als Rechtsanwalt begann er in Bedford in diesem Beruf zu arbeiten. In den Jahren 1806 und 1807 war er beim Bezirksrat im Bedford County angestellt. Politisch schloss sich Tod der Demokratisch-Republikanischen Partei an. Zwischen 1810 und 1813 war er Mitglied und zeitweise Präsident im Repräsentantenhaus von Pennsylvania. Von 1814 bis 1816 gehörte Tod dem Staatssenat an. Auch hier amtierte er als Präsident.
Bei den Kongresswahlen des Jahres 1820 wurde Tod im achten Wahlbezirk von Pennsylvania in das US-Repräsentantenhaus in Washington, D.C. gewählt, wo er am 4. März 1821 die Nachfolge von Robert Philson antrat.  Nach einer Wiederwahl konnte er bis zu seinem Rücktritt im Jahr 1824 im Kongress verbleiben. Seit 1823 vertrat er dort den 13. Distrikt seines Staates. Während seiner Zeit als Kongressabgeordneter leitete er den Handwerksausschuss.
Zwischen 1824 und 1827 war John Tod Vorsitzender Richter am Berufungsgericht im 16. Gerichtsbezirk seines Staates. Im Jahr 1827 wurde er beisitzender Richter am Supreme Court of Pennsylvania. Er starb am 27. März 1830 in Bedford, wo er auch beigesetzt wurde.